# Holcolemma inaequale
Holcolemma inaequale är en gräsart som beskrevs av Clayton. Holcolemma inaequale ingår i släktet Holcolemma och familjen gräs. Inga underarter finns listade i Catalogue of Life.